# Iñaki Gómez
Iñaki Gómez Goroztieta (né le 16 janvier 1988 à Mexico, Mexique) est un athlète canadien, spécialiste de la marche.
Arrivé au Canada alors qu'il avait 11 ans, Iñaki Gómez prend part aux Jeux olympiques de Londres au 20 km marche sur le Mall, en battant le record national en 1 h 20 min 58 s. Il réside à Vancouver. Il est finaliste du 20 km lors des Championnats du monde 2013 à Moscou, en terminant 8e.
Le 20 mars 2016, il termine second des Championnats d'Asie de marche à Nomi en 1 h 19 min 20 s, record personnel, derrière Daisuke Matsunaga. Le 7 mai 2016, il remporte la médaille d'argent par équipes lors des Championnats du monde par équipes de marche 2016.